# Joe Martin Stage Race (vrouwen)
De Joe Martin Stage Race is een meerdaagse wielerwedstrijd voor vrouwen die op Amerikaanse bodem plaatsvindt. De wedstrijd kende tussen 2015 en 2023 enkel Amerikaanse winnaressen. De wedstrijd vindt normaliter jaarlijks plaats maar werd in 2020, 2024 en 2025 niet verreden. Lauren Stephens heeft het meeste aantal eindzeges in deze wedstrijd; twee in totaal. De wedstrijd wordt georganiseerds sinds 1996 en kent ook een manneneditie.